# Капалбио
Капалбио (итал. Capalbio) је насеље у Италији у округу Гросето, региону Тоскана.
Према процени из 2011. у насељу је живело 630 становника. Насеље се налази на надморској висини од 168 м.

## Становништво
| 1931. | 1936. | 1951. | 1961. | 1971. | 1981. | 1991. | 2001. | 2011. |
| ----- | ----- | ----- | ----- | ----- | ----- | ----- | ----- | ----- |
| 1.516 | 1.664 | 2.644 | 4.027 | 3.947 | 4.035 | 4.014 | 3.750 | 4.066 |